# Cartucce per Commodore 64

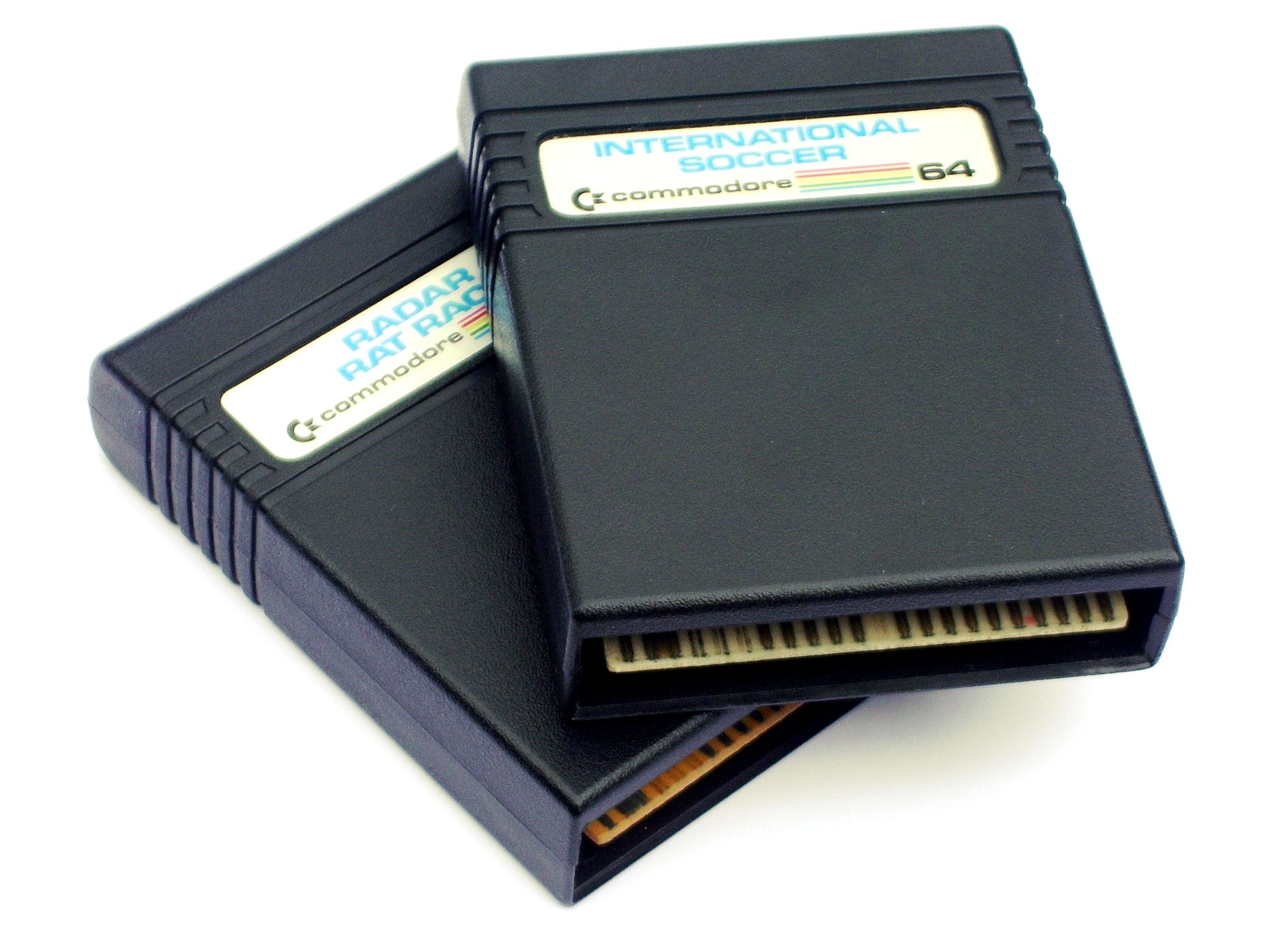
Cartucce per Commodore 64 nel formato usato dalla Commodore

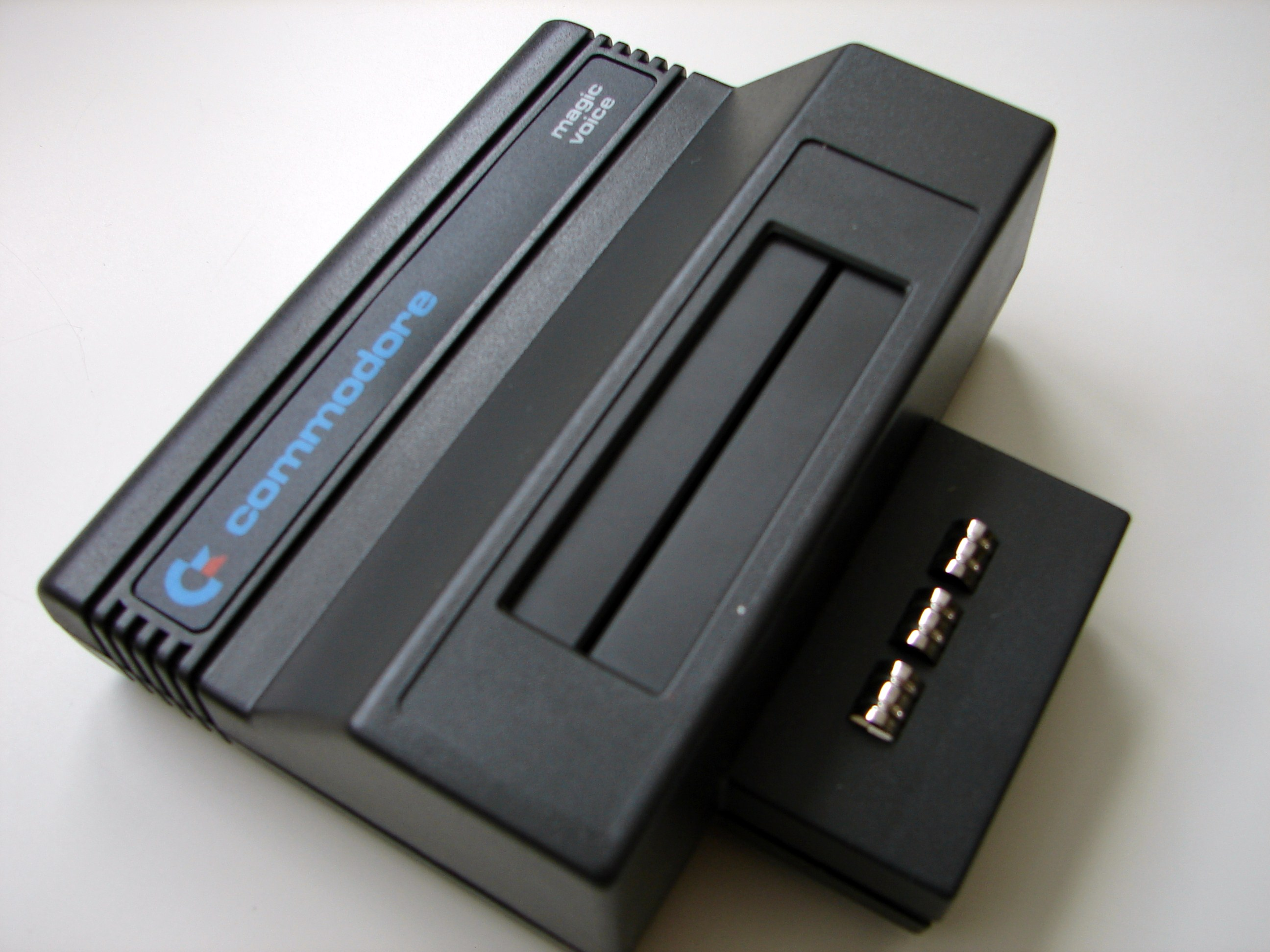
Cartuccia Magic Voice per la sintesi vocale

Come molti altri home computer, il Commodore 64 (prodotto nel 1982-1994) può utilizzare anche le cartucce come supporto per la pubblicazione di software, oltre che per il potenziamento dell'hardware. Come supporto per il software, le cartucce per Commodore 64 si affiancavano ai floppy disk e alle cassette, e avevano i consueti vantaggi che hanno le cartucce rispetto alle memorie magnetiche, tra cui i tempi di caricamento quasi nulli e la maggiore protezione dalla pirateria, ma a un costo decisamente più alto. Vennero pubblicate ufficialmente numerose cartucce, almeno qualche centinaio di titoli tra videogiochi e programmi di utilità, ma molte meno rispetto all'enorme quantità di titoli usciti regolarmente su floppy e cassetta (oltre 10 000).

## Storia
Nei primi anni di vita del Commodore 64, le cartucce potevano essere considerate il formato più vantaggioso per il software ricreativo, sebbene fossero costose (40.000-95.000 lire nel 1984). Aziende come SEGA, Atari e la stessa Commodore produssero videogiochi su cartuccia per la nuova macchina. Molti dei primi titoli, come Battlezone, Robotron e Star Wars, erano conversioni di celebri arcade. La cartuccia più ricordata è probabilmente il classico International Soccer del 1983. Lo stesso tipo di cartucce era usato anche dal Commodore MAX, venduto in Giappone nel 1982, e sebbene la macchina non fu commercializzata in Occidente, molti giochi sviluppati dalla HAL Laboratory per MAX uscirono in Occidente per il C64.
Tra le utilità si ricorda Simons' BASIC del 1983, un'estensione per il Commodore BASIC incluso nel C64. Uscirono diverse cartucce di espansione della memoria RAM, a cominciare dalle REU della Commodore. La Berkeley Softworks, autrice del sistema operativo GEOS, produsse la successiva GeoRAM da abbinare allo stesso. Era nota la Game Killer, utilizzata per i trucchi e trattata anche dal programma televisivo Micro Live di BBC2. Un grosso passo avanti nel campo dell'hacking ci fu con le cosiddette cartucce freezer, nate per fare salvataggi della memoria e poi estese a molte altre funzioni per manipolare la memoria. Per il C64 uscirono molte più freezer che per altri home computer simili; la più diffusa fu la Action Replay, mentre la The Expert Cartridge si fece notare per la sua aggiornabilità via software e la Super Snapshot per le sue capacità. Altri prodotti degni di nota includono la cartuccia del sistema operativo CP/M, contenente al suo interno un processore Z80; i monitor in linguaggio macchina iniziati con 64MON della Commodore, presto superato; altri linguaggi di programmazione come Forth e Logo.
Mentre le cartucce di utilità furono un successo, per i videogiochi questo tipo di supporto non sfondò mai veramente, soprattutto a causa del costo. I formati cassetta e disco furono molto più diffusi, anche grazie alla produzione della nascente pirateria. Un altro problema con le prime cartucce fu il contenuto limitato di ROM, di solito 4, 8 o 16 kB, che non permetteva di realizzare giochi molto complessi. Su cassetta e disco era disponibile molta più memoria di massa a basso costo e le dimensioni dei giochi poterono crescere più facilmente, anche grazie ai caricamenti multipli (le varie sezioni del gioco si caricano una alla volta nella limitata RAM). Dopo i primi anni, gli alti costi di sviluppo e produzione delle cartucce ne causarono un sostanziale abbandono.

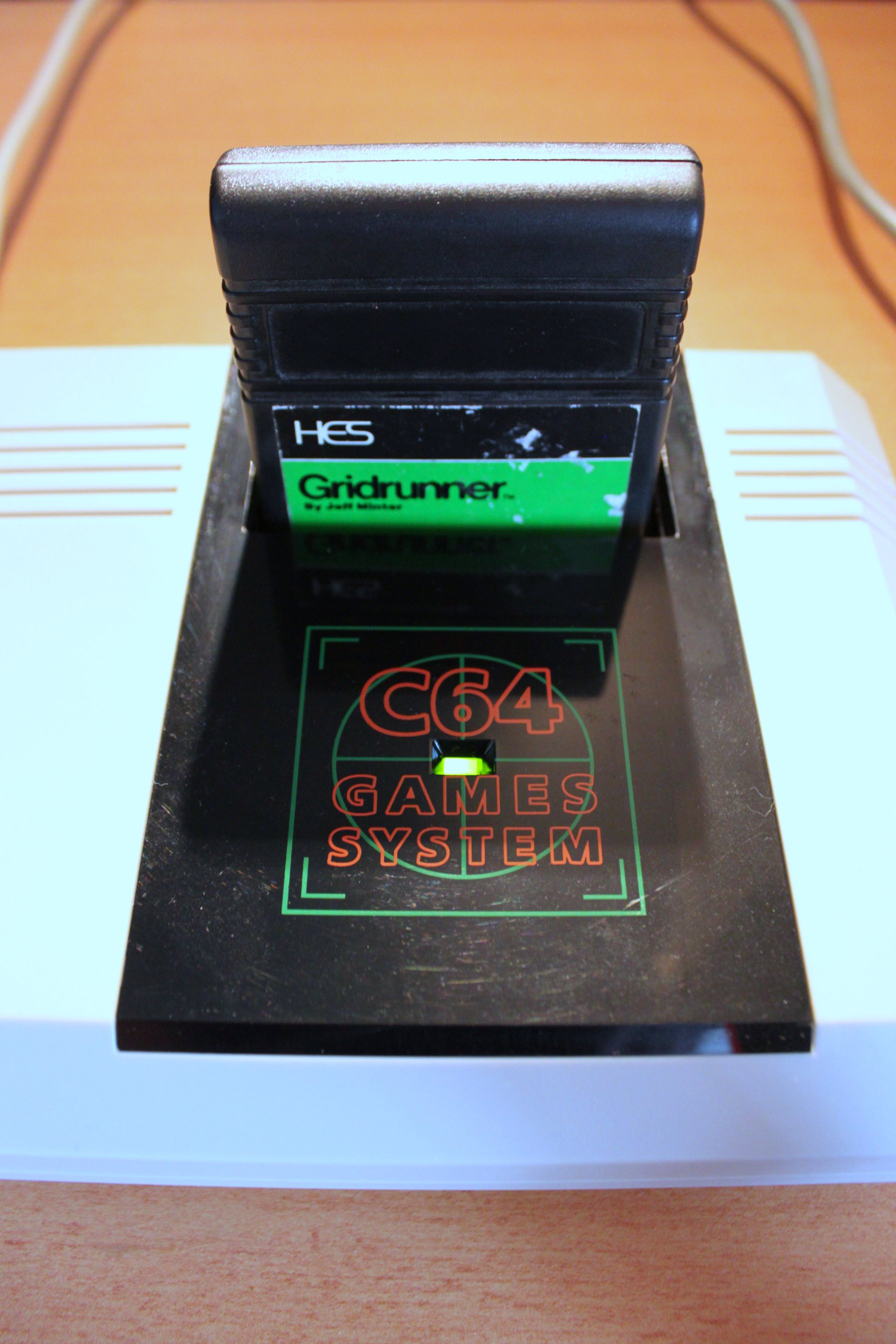
Cartuccia inserita in una console C64 Games System

Agli inizi degli anni '90 ci fu un ritorno in auge dei videogiochi su cartuccia, anche in occasione del lancio della console Commodore 64 Games System. Jon Twiddy e Mev Dinc, due degli autori della serie di The Last Ninja, crearono un sistema di sviluppo per una nuova generazione di cartucce per C64, con capacità di fino a 512 kB. Giochi più estesi divennero fattibili, evitando anche i tempi di caricamento multiplo di cassette e dischi. Le cartucce per la console C64GS sono valide anche per il C64 e ne vennero preannunciate oltre 100 (in gran parte mai realizzate). La pirateria era divenuta un grosso problema per le aziende videoludiche e l'eventuale ritorno delle cartucce le avrebbe aiutate. C'erano anche meno restrizioni legali rispetto ad altri sistemi a cartucce, ad esempio per produrre giochi per le console Nintendo serviva una licenza. La Ocean Software fu la principale produttrice della nuova ondata di cartucce, iniziando con due notevoli conversioni dal più potente Amiga: Shadow of the Beast riuscì a riproporre in buona parte i complessi sfondi a scorrimento parallattico e il gameplay della versione Amiga, e Battle Command sfatò il mito che non si potesse gestire velocemente la grafica 3D piena sul C64. La Ocean usò anche un proprio sistema di sviluppo, diverso da quello di Jon Twiddy. Altri titoli notevoli della Ocean furono vari giochi tratti da film, mentre la System 3 portò su cartuccia Myth, Last Ninja Remix e Turbocharge (prototipo). Tuttavia il mercato del C64 era ormai in declino e il C64GS, oscurato dalle nuove console a 16 bit, scomparve in meno di due anni. Il formato cartuccia per C64 fu quindi abbandonato di nuovo.
Le cartucce d'epoca per C64 sono di interesse nell'ambito del collezionismo. Una delle ragioni per cui sono spesso preferite a dischi e cassette è la loro durevolezza nel tempo; invece dischi e cassette prima o poi si smagnetizzano, e sebbene conservino un valore storico come oggetti, smettono di funzionare. Anche l'enorme numero di titoli per C64 pubblicati su disco e cassetta fa sì che spesso i collezionisti di questi formati si concentrino solo sui giochi più importanti e sulle edizioni particolari, mentre per le cartucce l'interesse è più generalizzato.
Nonostante l'obsolescenza del C64, la produzione commerciale di nuove cartucce di gioco o di espansione non è scomparsa del tutto. Negli anni 2020 vengono ancora prodotte fisicamente cartucce per veri Commodore 64, per il mercato di nicchia del retrogaming, da piccole aziende specializzate come Protovision e RGCD. Quest'ultima ha anche organizzato per vari anni una gara di sviluppo amatoriale di giochi potenzialmente pubblicabili su una cartuccia da 16 kB.

## Funzionamento

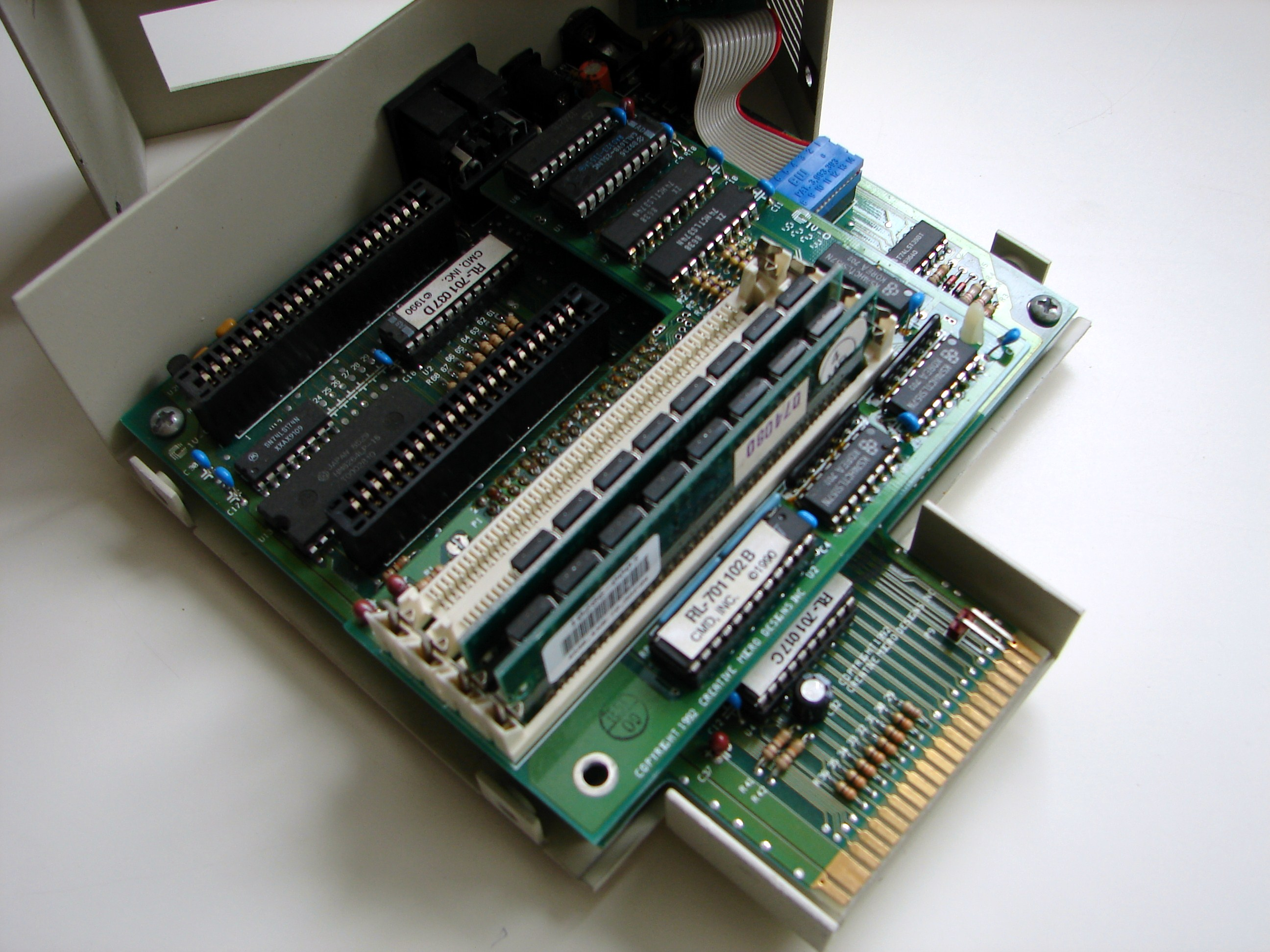
Interno della cartuccia CMD RAMLink

Sul Commodore 64 le cartucce vanno inserite in un'apposita porta di espansione sul retro della macchina, accanto alla porta dell'alimentazione. La cartuccia va inserita a computer spento; alla successiva accensione, il C64 ne rileva automaticamente la presenza, esclude la normale sequenza di avvio, e al suo posto carica ed esegue quasi istantaneamente il software della cartuccia. All'indirizzo di memoria 32768 ($8000 esadecimale) compaiono dati che indicano la presenza della cartuccia e l'indirizzo di inizio del programma a cui cedere il controllo, al posto del consueto interprete BASIC che partirebbe in assenza di cartuccia.
Una cartuccia non aggiunge memoria RAM ai 64 kB massimi che il microprocessore può indirizzare, bensì usa il bank switching per sostituire con i dati contenuti nella propria ROM le aree di memoria del computer, ampie 8 kB ciascuna, che iniziano all'indirizzo $8000 e agli indirizzi $A000 o $E000. Ci sono tre tipi basilari di cartucce per C64:
- da 8 kB, posizionati all'indirizzo $8000
- da 16 kB, agli indirizzi $8000 e $A000; nel secondo viene sostituita l'area normalmente assegnata alla ROM del BASIC
- da 16 kB, agli indirizzi $8000 e $E000; nel secondo viene sostituita l'area normalmente assegnata alla ROM del KERNAL. Detta anche modalità Ultimax, in quanto emula il Commodore MAX.

Cartucce più complesse con più di 16 kB di ROM sono possibili, arrivando anche ai megabyte, ma in ogni caso solo 16 kB alla volta sono effettivamente visibili al processore, tramite bank switching sulle due aree suddette.
Di solito le cartucce per C64 sono compatibili anche con il Commodore 128. A livello tecnico interno, la gestione delle cartucce su C128 è diversa da quella del C64, e la memoria massima utilizzabile è raddoppiata a 32 kB.
Sugli emulatori di C64 le cartucce sono comunemente rappresentate con il formato di file .crt, introdotto nel 1997 per l'emulatore CCS64. Rispetto a una semplice immagine ROM (.bin), il file .crt contiene un'intestazione che identifica i vari tipi di cartucce esistenti e permette di riprodurne le peculiarità hardware.

## Elenco dei videogiochi
Segue un elenco, vicino a essere esaustivo, dei videogiochi pubblicati ufficialmente su cartuccia ai tempi del Commodore 64. Non sono comprese le cartucce uscite molti anni dopo nell'ambito del retrogaming.
- A Bee Cs (Commodore, 1983)
- Adventure Creator (Spinnaker, 1984)
- Aegean Voyage (Spinnaker, 1984) o Monster Voyage (Maxion, 1984)
- After the War (Dinamic, 1990)
- Alf in the Color Caves (Spinnaker, 1984)
- Alien Sidestep (Mr Computer Products, 1983)
- Alpha Build (Fisher Price, 1984)
- Alphabet Zoo (Spinnaker, 1983)
- Amazing Maze (Mr Computer Products, 1983)
- Arcade Classic Pak (HES Australia, 1984), raccolta di Frogger, River Raid, Decathlon e Beamrider
- Arnie Armchair's Howzat (Armchair Entertainment, 1984)
- Aspar GP Master (Dinamic, 1989)
- Astroblitz (Creative, 1983)
- Astro Marine Corps (Dinamic, 1990)
- Attack of the Mutant Camels (HES, 1983)
- Avenger (Commodore, 1983), anche in edizione per MAX (1982), versione differente
- Badlands (Domark, 1990)
- Batman (Ocean, 1990)
- Battle Command (Ocean, 1991)
- Battlezone (Atarisoft, 1983)
- B.C.'s Quest for Tires (Sierra Online, 1983)
- Beamrider (Activision, 1984)
- Bearjam (Chalkboard)
- Big Bird's Funhouse (CBS Software, 1984)
- Big Bird's Special Delivery (CBS Software, 1984)
- Billiards (Commodore, 1983), edizione per MAX
- Block Hopper (Fantasy Software, 1983)
- Blueprint (Commodore, 1983)
- Bowling (Commodore, 1983), edizione per MAX
- Bridge 64 (Handic, 1983)
- Bubble Burst (Spinnaker, 1984) o Bubble Busters (Maxion, 1984)
- Buck Rogers: Planet of Zoom (SEGA, 1983)
- Bug Crusher (Mr Computer Products, 1983)
- Cartuccia allegata al C64GS (Commodore, 1990), raccolta di Fiendish Freddy, Flimbo's Quest, International Soccer e Klax
- Castle Hassle (Roklan, 1983)
- Centipede (Atarisoft, 1983)
- Chase H.Q. 2 (Ocean, 1990)
- Checkers (Yu Can Software, 1984)
- Christmas Cartridge Pack (Broderbund, 1982), raccolta di cartucce Choplifter e Lode Runner
- Choplifter (Broderbund, 1982)
- Close Encounters of the Worst Kind (Mr Computer Products, 1983)
- Clowns (Commodore, 1982) o Clown 64 (Handic, 1983), anche in edizione per MAX (1982), cambia solo la schermata dei titoli
- Coconotes (CBS Software, 1984)
- Congo Bongo (SEGA, 1983), diverso dalla versione floppy
- Cosmic Life (Spinnaker, 1983) o Cosmic Combat (Maxion, 1983)
- Crisis Mountain (Creative, 1983)
- Cyberball (Domark, 1990)
- Dance Fantasy (Fisher Price, 1984)
- Dancing Feats (Romox, 1983)
- Decathlon (Activision, 1984)
- Defender (Atarisoft, 1983)
- Diamond Mine (Roklan, 1983)
- Dig Dug (Atarisoft, 1983)
- Donkey Kong (Atarisoft, 1983)
- Dot Gobbler (Mr Computer Products, 1983)
- Double Dragon (Melbourne House, 1989); la Ocean ne realizzò un'altra versione nel 1992, completata ma mai pubblicata[9]
- Dragon's Den (Commodore, 1983)
- Ducks Ahoy! (CBS Software, 1984)
- DuckTales: The Quest for Gold (Walt Disney Computer Software, 199?)[22]
- Ernie's Magic Shapes (CBS Software, 1984)
- Espial (Tigervision, 1984)
- Facemaker (Spinnaker, 1983) o Make-A-Face (Learning Tree, 1983)
- Falconian Invaders (Turbo Software, 1983)
- Final Chesscard (TASC, 1989)
- The Fourth Sarcophagus (Handic, 1983)
- Fraction Fever (Spinnaker, 1983)
- Frog Master (Commodore, 1983)
- Frogger (Parker Brothers, 1983)
- Frogger II: ThreeeDeep! (Parker Brothers, 1984)
- Funplay (Disc Company, 1990), raccolta di Pro Skateboard, Pro Tennis e Fast Food della Codemasters
- Funplay / Powerplay (Disc Company, 1990), unione delle raccolte Funplay e Powerplay, totale 6 giochi
- Galaxian (Atarisoft, 1984)
- Gateway to Apshai (Epyx, 1983)
- Ghostbusters (HES Australia, 1984)
- Gorf (Commodore, 1983), anche in edizione per MAX
- Gridrunner (HES, 1982) o Gridrunner 64 (Handic, 1982)
- Guldkorn Expressen (Silverrock, 1991)
- Gyruss (Parker Brothers, 1984)
- Halftime Battlin' Bands (CBS Software, 1984)
- Harald Hårdtand (Silverrock, 1992)
- H.E.R.O. (Activision, 1984)
- Hop Along Counting (Fisher Price, 1984)
- Human Skeleton Tutorial (S.M. Thorpe, 1984)
- International Soccer (Commodore, 1983) o International Football (idem) o Cup Final 64 (Handic, 1983)
- Jack Attack (Commodore, 1984)
- James Bond 007 (Parker Brothers, 1984)
- Jawbreaker (Sierra Online, 1983)
- Juice (Tronix, 1983)
- Jukebox (Spinnaker, 1984) o Gold Record Race (Maxion, 1984)
- Jumpman Junior (Epyx, 1983)
- Jungle Hunt (Atarisoft, 1983)
- Jupiter Lander (Commodore, 1982), anche in edizione per MAX, o Jupiter Lander 64 (Handic 1983)
- Kickman (Commodore, 1982), anche in edizione per MAX, o Kickman 64 (Handic, 1982)
- Kids on Keys (Spinnaker, 1983)
- Kindercomp (Spinnaker, 1983)
- Kung-Fu Master (HES Australia, 1986)
- Laser Cycles o TSI Cycles (Turbo Software, 1983)
- Last Ninja Remix (System 3, 1990)
- Laser Zone (HES, 1983)
- Lazarian (Commodore, 1983)
- Leader Board (HES Australia, 1987)
- LeMans (Commodore, 1982), anche in edizione per MAX
- Learning with Leeper (Sierra Online, 1983)
- Leo's Links (Chalkboard), golf basato sulla tavoletta grafica PowerPad
- Letter-Go-Round (CBS Software, 1984)
- Linking Logic (Fisher Price, 1984)
- Lode Runner (Broderbund, 1983)
- Logic Levels (Fisher Price, 1984)
- Lunar Leeper (Sierra Online, 1983)
- Mario's Brewery (Mr Computer Products, 1983)
- Mastertype (Scarborough, 1983)
- Math Mileage (CBS Software, 1984)
- Maze Man (Turbo Software, 1983)
- Maze Master (HES, 1983)
- Megapede (Skyles Electric Works, 1983)
- Memory Manor (Fisher Price, 1984)
- Miner 2049er (Big 5, 1983)
- Minnesota Fat's Pool Challenge (HES, 1983)
- Mole Attack (Commodore, 1982), edizione per MAX
- Money Wars (Commodore, 1982), edizione per MAX
- Moon Patrol (Atarisoft, 1983)
- Moondust (Creative, 1983)
- Motor Mania (Romox, 1982)
- Mountain King (Beyond, 1983)
- Movie Musical Madness (CBS Software, 1984)
- Mr. Cool (Sierra Online, 1983)
- Mr. TNT (HES, 1984)
- Ms. Pac-Man (Atarisoft, 1983)
- Munchman & Galaxions (HES Australia, 1983), raccolta di due giochi
- The Mutant Spiders (Handic, 1983)
- Myth: History in the Making (System 3, 1990)
- Narco Police (Dinamic, 1990)
- Navy Seals (Ocean, 1990)
- Nova Blast (HES Australia, 1984)
- Number Nabber / Shape Grabber (Commodore, 1983)
- Number Tumblers (Fisher Price, 1984)
- Oil's Well (Sierra Online, 1983)
- Omega Race (Commodore, 1982), anche in edizione per MAX leggermente diversa, o Omega Race 64 (Handic, 1982)
- Pac-Man (Atarisoft, 1983)
- Pancho (Romox, 1984)
- Pang (Ocean, 1990)
- Park Patrol (Activision, 1984)
- Pastfinder (Activision, 1984)
- Peanut Butter Panic (CBS Software, 1984)
- Pinball Spectacular (Commodore, 1983), anche in edizione per MAX
- Pipes (Creative, 1983)
- The Pit (HES, 1983)
- Pitfall! (Activision, 1984)
- Pitfall II: Lost Caverns (Activision, 1984)
- Pitstop (Epyx, 1983)
- Pole Position (Atarisoft, 1983)
- Popeye (Parker Brothers, 1983)
- Powerplay (Disc Company, 1990), raccolta di Rick Dangerous, Stunt Car Racer e Microprose Soccer della Microprose
- Princess and the Frog (Romox, 1983)
- Q*Bert (Parker Brothers, 1983)
- Rack 'em Up (Roklan, 1983)
- Radar Rat Race (Commodore, 1982), anche in edizione per MAX quasi identica
- Ranch (Spinnaker, 1984)
- Der Rechenlöwe (Commodore/Westermann, 1983)
- Der Rechenlöwe - Fit in Addition/Subtraktion 2./3. Schuljahr (Commodore/Westermann, 1984)
- Der Rechenlöwe - Fit in Addition/Subtraktion 3./4. Schuljahr (Commodore/Westermann, 1983)
- Der Rechenlöwe - Fit in Geometrie 3./4. Schuljahr (Commodore/Westermann, 1983)
- Der Rechenlöwe - Fit in Mathematik 1. Schuljahr (Commodore/Westermann, 1984)
- Der Rechenlöwe - Multiplikation/Division 2./3. (Commodore/Westermann, 1984)
- Der Rechenlöwe - Multiplikation/Division 3./4. Schuljahr (Commodore/Westermann, 1983)
- Der Rechtschreiblöwe - Fit in der Rechtschreibung (Commodore/Westermann)
- Der Rechtschreiblöwe - Fit in der Rechtschreibung, Teil 1 (3./4.Schuljahr) (Commodore/Westermann, 1984)
- Retro Ball (HES, 1982)
- River Raid (Activision, 1984)
- Road Race (Commodore, 1982), edizione per MAX
- RoboCop 2 (Ocean, 1990)
- RoboCop 3 (Ocean, 1992)
- Robotron: 2084 (Atarisoft, 1983)
- Rootin' Tootin' (HES, 1983)
- Sammy Lightfoot (Sierra Online, 1983)
- Satan (Dinamic, 1990)
- Save New York (Creative, 1983)
- Seafox (Broderbund, 1982)
- Seahorse Hide 'n Seek (CBS Software, 1984)
- Sea Speller (Fisher Price, 1984)
- Sea Wolf (Commodore, 1982), anche in edizione per MAX
- Serpentine (Broderbund, 1982)
- Shadow of the Beast (Ocean, 1990)
- Skærmtrolden Hugo (SilverRock, 1990)
- Slalom (Commodore, 1983), edizione per MAX
- Solar Fox (Commodore, 1983)
- Song Maker (Fisher Price, 1985)
- Space Action (Handic, 1983)
- Space Gun (Ocean, 1992)
- Space Ric-o-Shay (Mr Computer Products, 1983)
- Space Shuttle: A Journey into Space (Activision, 1984)
- Speed/Bingo Math (Commodore, 1982), anche in edizione per MAX
- Spitball (Creative, 1983)
- Spy Hunter (SEGA, 1984)
- Star Post (Commodore, 1983)
- Star Ranger (Commodore, 1983)
- Star Trek (SEGA, 1983)
- Star Wars (Parker Brothers, 1983)
- States and Capitals Tutorial (S.M. Thorpe, 1984)
- Stix (Supersoft, 1983)
- Story Machine (Spinnaker o Learning Tree, 1983)
- Super Alien (Commodore, 1982), edizione per MAX
- Super Games (Commodore, 1988), raccolta allegata a un'edizione tedesca del C64, con International Soccer, Colossus Chess 2.0 e Silicon Syborgs
- Super Smash (Commodore, 1983)
- Super Zaxxon (SEGA, 1984)
- Tank Wars (Mr Computer Products, 1983)
- Tapper (SEGA, 1984)
- Tennis (HES Australia, 1984)
- Tenpins (Entertainment Software, 1989)
- Terminator 2 (Ocean, 1991), include anche i programmi The Image System e Modern Music Maker
- Terrain (Arcade64, 1983)
- Threshold (Sierra Online, 1983)
- Timebound (CBS Software, 1984)
- Toki (Ocean, 1991)
- Tooth Invaders (Commodore, 1982)
- Toy Bizarre (Activision, 1984)
- Trashman (Creative, 1983)
- Tyler's Dungeons (Turbo Software, 1983)
- Ultrex Quadro Maze (Turbo Software, 1983)
- Up 'n Add 'Em (Fisher Price, 1984)
- Up'n Down (SEGA, 1984)
- Up for Grabs (Spinnaker, 1983) o Letter Scrambler (Maxion, 1983)
- Utah Counties Tutorial (S.M. Thorpe, 1984)
- Viduzzles (Commodore, 1983)
- Viking Raider (Interphase, 1984)
- Vindicators (Domark, 1990)
- Webster: The Word Game (CBS Software, 1983)
- Wizard of Id's Wiztype (Sierra Online, 1984)
- Wizard of Wor (Commodore, 1983), anche in edizione per MAX (1982), molto diversa e più semplice, uscita anche per C64 come Wizard 64 (Handic, 1983)
- Wonder Boy (HES Australia, 1987)
- Zaxxon (SEGA, 1984)
- Zenji (Activision, 1984)
- Zestaw 1-30 (Atrax, 1995/6), serie polacca di raccolte di circa 4 giochi ciascuna, perlopiù riedizioni
- Zone Ranger (Activision, 1984)

Intorno al 1983 la ditta statunitense Romox produsse (non solo per C64) una cartuccia riscrivibile basata su EPROM, che poteva essere riprogrammata presso apposite postazioni nei negozi attrezzati, ottenendo ogni volta un diverso videogioco a un prezzo inferiore rispetto all'acquisto di una cartuccia nuova. Sono ancora preservate alcune di queste cartucce programmate, etichettate a mano, ma è difficile determinare se ciascun gioco fosse copiato legalmente.
Tra le numerose produzioni rétro più recenti, non elencate sopra, si citano ad esempio trasposizioni su cartuccia di giochi storici come Kikstart C16 (2007) e The Valley (2018/9), e titoli nuovi come C64anabalt (2011) e MW Ultra (2020).

## Elenco delle utilità
Segue un elenco parziale dei software di utilità pubblicati ufficialmente su cartuccia ai tempi del Commodore 64. Non sono comprese le cartucce uscite molti anni dopo nell'ambito del retrocomputing.
- 64MON (Commodore), monitor in linguaggio macchina
- Action Replay (Datel Electronics, 198?-1990), versioni da 1 a 7.5, freezer
- Calc Result (Handic, 1983), foglio elettronico
- Calc Result Easy (Handic, 1983), foglio elettronico
- COMAL 80 (Commodore, 1985), programmazione
- CP/M (Commodore), sistema operativo
- Delta Drawing (Spinnaker, 1983) o Coccinelle in edizione francese, grafica per bambini
- Designer's Pencil (Activision, 1984), grafica
- Diary 64 (Handic, 1983), agenda
- Disk-Booster 64 (Conrad Electronic), fast loader
- The Expert Cartridge (Trilogic), freezer
- Epyx FastLoad (Epyx, 1984), fast loader
- The Final Cartridge (Riska, 1985), freezer
- The Final Cartridge II (Riska, 1986), freezer
- The Final Cartridge III (Riska, 1987), freezer, fast loader e altro
- Financial Advisor (Commodore, 1983), economia
- Forth 64 (Handic, 1983), programmazione
- Freeze Frame (Evesham), freezer
- Game Killer (Robtek), trucchi
- GeoRAM (Berkeley, 1991), espansione di memoria
- Graf 64 (Handic, 1984), grafica
- HESMon (HES, 1983), monitor in linguaggio macchina
- HES Writer (HES, 1982), videoscrittura
- Hypra-Disk (REX Datentechnik, 1986), serie di fast loader
- Isepic (ISE, 1985), freezer
- KoalaPainter (Koala Technologies, 1983), grafica con la tavoletta grafica KoalaPad
- Logo (Commodore, 1983), programmazione
- Magic Desk I (Commodore, 1983), ufficio
- Magic Voice (Commodore, 1984), sintesi vocale
- Micro Maestro (Chalkboard), grafica con la tavoletta grafica PowerPad
- Mikro Assembler (Supersoft, 1983), programmazione
- Mini BASIC (Commodore, 1982), per Commodore MAX, programmazione
- MAX BASIC (Commodore, 1982), per Commodore MAX, programmazione
- Muistio 64 (Handic, 1984), videoscrittura
- Music Composer (Commodore, 1982), anche in edizione per MAX, musicale
- Music Machine (Commodore, 1982), anche in edizione per MAX, musicale
- Paint Brush (HES, 1983), grafica
- Quick Brown Fox (Broadway), videoscrittura
- CMD RAMLink (Creative Micro Designs), espansione di memoria
- Commodore REU (Commodore, 1985), serie di espansioni di memoria
- SID Symphony (Dr. Evil Labs, 1988), musicale
- Simons' BASIC (Commodore, 1983), programmazione
- Stat 64 (Handic, 1983), statistica
- Super 1750 Clone (Software Support International), espansione di memoria
- Super Expander (Commodore, 1983), programmazione
- Super Snapshot (LMS), freezer
- Teledata 64 (Handic, 1983), telecomunicazioni
- Text 64 (Handic, 1983), videoscrittura
- Tool 64 (Handic, 1983), programmazione
- Turtle Graphics 2 (HES, 1983), grafica
- V-DOS o EXOS V.3 (REX Datentechnik, 1986), fast loader e altro
- VIC REL (Handic), relè
- Viditel 64 (Handic, 1983), telecomunicazioni
- Visible Solar System (Commodore, 1982), anche in edizione per MAX, astronomia
- VizaStar 64 (Viza), ufficio
- XL 80 (Data 20 Corporation), video a 80 colonne